# Hlemýždí
Hlemýždí (německy Schneckendorf) je část obce Brniště v okrese Česká Lípa.
Hlemýždí je také název katastrálního území o rozloze 2,8 km². V katastrálním území Hlemýždí leží i Jáchymov, obě nádražní budovy stanice Brniště, Brnišťský rybník, pole a pastviny. Postupem času se Hlemýždí spojilo s Jáchymovem i Brništěm do souvislého obydleného území.

## Historie
První písemná zmínka o Hlemýždí pochází z roku 1540. V šestnáctém století vesnici založili Blektové z Útěchovic. V polovině téhož století byla vyčleněna z jejich panství jako samostatný statek pro jednoho ze synů Jana Blekty z Útěchovic. Ve vsi proto vznikla tvrz, která sloužila jako vrchnostenské sídlo. Nepřímo je zmíněna roku 1567 v přídomku Anny z Útěchovic a Hlemýždí, ale přímý doklad o ní pochází až z roku 1592.

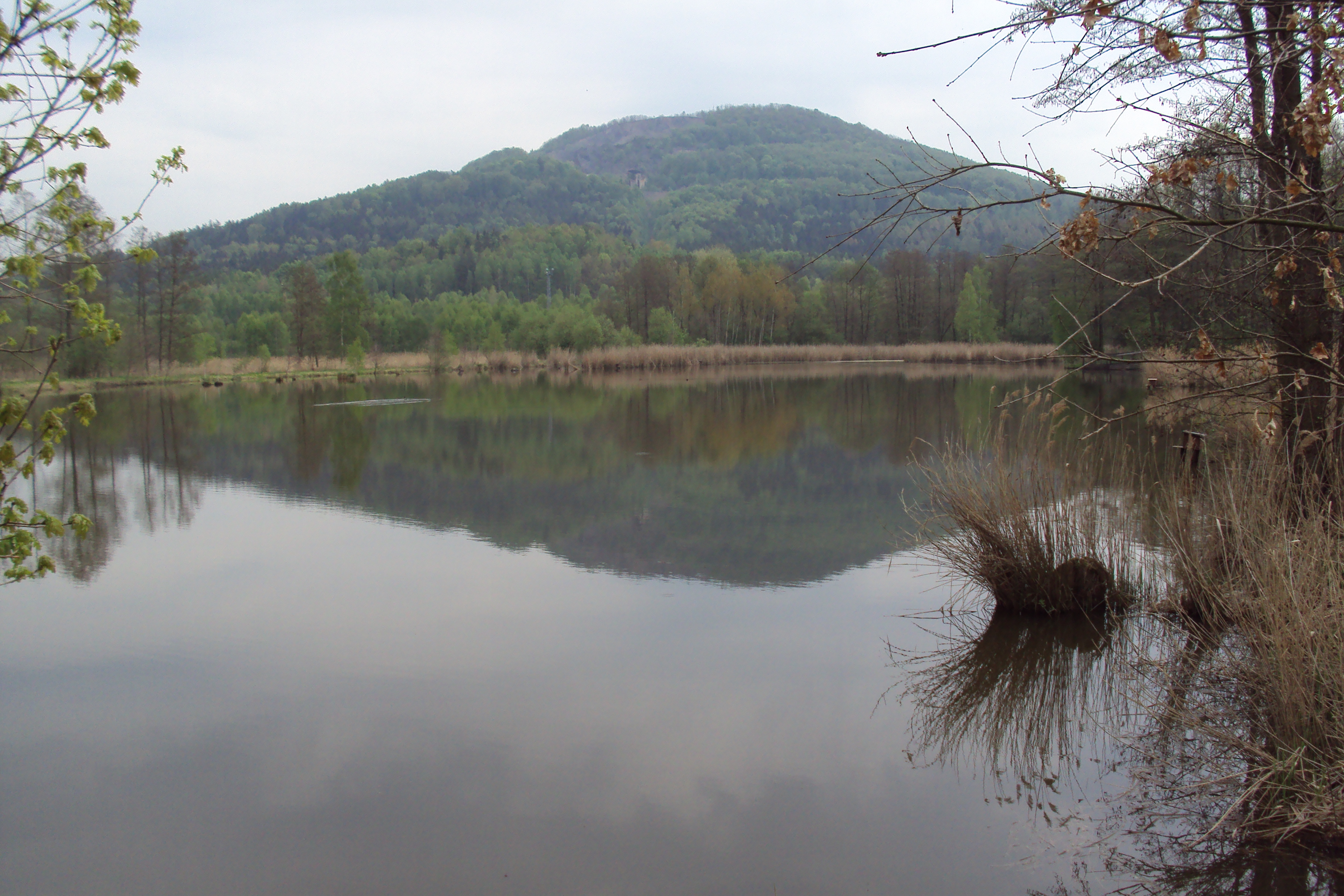
Brnišťský rybník, v pozadí Tlustec

Od roku 1583 vesnici vlastnil císařský plukovník Dětřich Švendy, který koncem šestnáctého století vyvolal nejasný spor s Polyxenou z Rožmberka a Kateřinou z Hradce. Plukovník Švendy jej prohrál, a dokonce byl pro pomluvu odsouzen k trestu smrti. Zemřel neznámým způsobem a Hlemýždí zdědil jeho syn Julius Švendy. Jeho pokus v roce 1614 zabrat s pomocí vojska selskou půdu vedl ke střetu, v němž byl zraněn a zachránil se útěkem do tvrze. O dva roky později jej zabil jeho sluha.
Hlemýždí poté přešlo na Juliova syna Jana Julia Švendyho, kterému byl za účast na stavovském povstání v letech 1618–1620 statek s tvrzí, lesy, rybníkem a dalším příslušenstvím zkonfiskován. Roku 1624 Hlemýždí koupil Albrecht z Valdštejna, který je připojil zpět k Valtínovu. Nepotřebná tvrz poté zanikla.

### Doprava
Stranou Brniště, Hlemýždí i Luhova je areál železniční stanice Brniště. Areál stanice s desítkou kolejí je nezvykle velký v poměru k významu obce, což je způsobeno napojením vlečky Diamo (dříve UD Hamr) a dřívější těžbou čediče v lomu na kopci Tlustec. Kvůli dříve velkému vytížení byla postavena v sousedství starého nádraží budova nová, dnes pro veřejnost uzavřena. Staré nádraží slouží k bydlení a jeho průčelí připomíná muzeum železničních i jiných cedulí. Stanice je na trati z Liberce do České Lípy funkční, avšak málo využívaná.

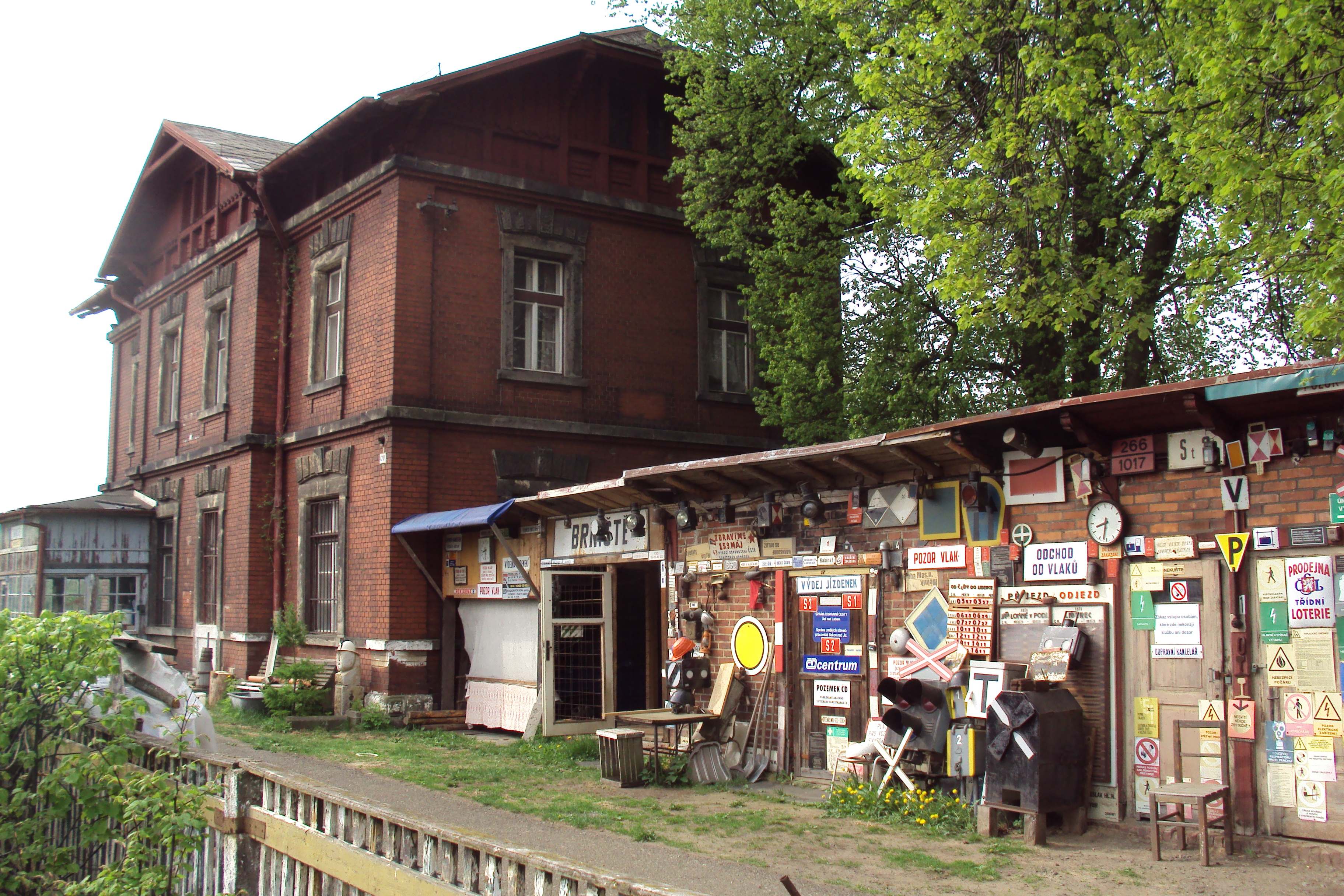
Staré nádraží se sbírkou cedulí